# Vita Andersen
Vita Andersen (* 29. Oktober 1942 in Kopenhagen; † 20. Juli 2021) war eine dänische Schriftstellerin. Sie schrieb neben Erwachsenen- auch Kinderbücher.
Sie war eine Tochter des Schriftstellers Aage Neutzsky-Wulff (1891–1967) und Halbschwester des Schriftstellers Erwin Neutzsky-Wulff. Da ihre Mutter psychisch krank war, wuchs sie zeitweilig in Kinderheimen auf. Später thematisierte sie in ihren Werken schwierige familiäre Beziehungen und die Auswirkungen einer von Mangel an Liebe und Sicherheit geprägten Kindheit auf erwachsene Menschen.
Für ihre Werke erhielt sie mehrfach Auszeichnungen. Größere Erfolge waren der Roman Welche Hand willst du? und das Kinderbuch Petruschkas Lackschuhe. Letzteres schaffte es 1993 bis auf die Auswahlliste zum Deutschen Jugendliteraturpreis.
Sie lebte mit ihrer Familie in Kopenhagen.

## Werke
- Tryghedsnarkomaner (Geborgenheitssüchtige) 1977 – Gedichte
- Hold kæft og vær smuk (Halt den Mund und sei hübsch) 1978 – Erzählungen
- Næste kærlighed eller Laila og de andre 1978 – Gedichte
- Elsk mig (Lieb Mich) 1980 – Theaterstück
- Det er bare ærgerligt (1981) – Gedichte
- Kannibalerne (1982) – Theaterstück
- Hva'for en hånd vil du ha (Welche Hand willst du) 1987 – Roman
- Petruskas laksko (Petruschkas Lackschuhe) 1989 – Kinderbuch
- Sebastians kærlighed (Sebastians Liebe) 1992 – Roman
- Coco (Coco, die Schokoladenkatze) 1997 – Kinderbuch
- Get a life (2003) – Roman
- Anna Zoe (2006) – Roman
- Sig det ikke til nogen (2012) – Roman
- Indigo (2017) – Roman

## Auszeichnungen
- 1978 De Gyldne Laurbær der dänischen Buchhändler
- 1987 Dänischer Kritikerpreis für den Roman Hva'for en hånd
- 1991 Søren-Gyldendal-Preis
- 1993 Tagea Brandts Rejselegat